# Мілк-Рівер
Мілк-Рівер (англ. Milk River) — містечко в Канаді, у провінції Альберта, у складі муніципального району Ворнер № 5.

## Населення
За даними перепису 2016 року, містечко нараховувало 827 осіб, показавши зростання на 2,0%, порівняно з 2011-м роком. Середня густина населення становила 355,2 осіб/км².
З офіційних мов обидвома одночасно володіли 30 жителів, тільки англійською — 775, а 5 — жодною з них. Усього 55 осіб вважали рідною мовою не одну з офіційних.
Працездатне населення становило 370 осіб (53,2% усього населення), рівень безробіття — 5,4% (5,7% серед чоловіків та 7,7% серед жінок). 81,1% осіб були найманими працівниками, а 18,9% — самозайнятими.
Середній дохід на особу становив $37 164 (медіана $33 459), при цьому для чоловіків — $47 097, а для жінок $29 824 (медіани — $40 747 та $26 688 відповідно).
34,3% мешканців мали закінчену шкільну освіту, не мали закінченої шкільної освіти — 24,3%, 41,4% мали післяшкільну освіту, з яких 24,1% мали диплом бакалавра, або вищий.
| Статево-вікова структура населення | Статево-вікова структура населення | Статево-вікова структура населення | Статево-вікова структура населення | Статево-вікова структура населення |
| ---------------------------------- | ---------------------------------- | ---------------------------------- | ---------------------------------- | ---------------------------------- |
|                                    |                                    |                                    |                                    |                                    |
| Всього                             | Всього                             | 49,4%50,6%                         |                                    |                                    |
| 0 — 14 років                       | 0 — 14 років                       |                                    | 12,7%                              | 12,7%                              |
| 15 — 64 років                      | 15 — 64 років                      |                                    | 52,1%                              | 52,1%                              |
| 65 і більше                        | 65 і більше                        |                                    | 35,2%                              | 35,2%                              |
| 85 і більше                        | 85 і більше                        |                                    | 5,5%                               | 5,5%                               |
| Середній вік (років)               | Середній вік (років)               | 52,248,8                           | 50,5                               | 50,5                               |
| Медіана (років)                    | Медіана (років)                    | 56,953,8                           | 55,2                               | 55,2                               |
| — чоловіки — жінки                 |                                    |                                    |                                    |                                    |

| Походження мешканців:     | Походження мешканців:     | Походження мешканців: | Походження мешканців: | Походження мешканців: |
| ------------------------- | ------------------------- | --------------------- | --------------------- | --------------------- |
| Походження                |                           |                       | осіб                  | %                     |
| Корінні американці        | Корінні американці        |                       | 20                    | 2.42%                 |
| Інше північноамериканське | Інше північноамериканське |                       | 280                   | 33.86%                |
| Європейське               | Європейське               |                       | 615                   | 74.37%                |
| британське                | британське                |                       | 410                   | 49.58%                |
| французьке                | французьке                |                       | 65                    | 7.86%                 |
| українське                | українське                |                       | 15                    | 1.81%                 |
| Африканське               | Африканське               |                       | 20                    | 2.42%                 |
| Азійське                  | Азійське                  |                       | 30                    | 3.63%                 |

| Зайнятість населення за галузями (за класифікацією NOC): | Зайнятість населення за галузями (за класифікацією NOC): | Зайнятість населення за галузями (за класифікацією NOC): | Зайнятість населення за галузями (за класифікацією NOC): | Зайнятість населення за галузями (за класифікацією NOC): |
| -------------------------------------------------------- | -------------------------------------------------------- | -------------------------------------------------------- | -------------------------------------------------------- | -------------------------------------------------------- |
|                                                          |                                                          |                                                          |                                                          |                                                          |
| Управління                                               | Управління                                               |                                                          | 17,6%                                                    | 17,6%                                                    |
| Бізнес, фінанси та адміністрування                       | Бізнес, фінанси та адміністрування                       |                                                          | 9,5%                                                     | 9,5%                                                     |
| Охорона здоров'я                                         | Охорона здоров'я                                         |                                                          | 5,4%                                                     | 5,4%                                                     |
| Освіта, правозахист, муніципальні та урядові служби      | Освіта, правозахист, муніципальні та урядові служби      |                                                          | 6,8%                                                     | 6,8%                                                     |
| Роздрібна торгівля та послуги                            | Роздрібна торгівля та послуги                            |                                                          | 33,8%                                                    | 33,8%                                                    |
| Гуртова торгівля, транспорт та обладнання                | Гуртова торгівля, транспорт та обладнання                |                                                          | 21,6%                                                    | 21,6%                                                    |
| Природні ресурси, сільське господарство                  | Природні ресурси, сільське господарство                  |                                                          | 2,7%                                                     | 2,7%                                                     |

## Клімат
Середня річна температура становить 5,8°C, середня максимальна – 24,5°C, а середня мінімальна – -15,2°C. Середня річна кількість опадів – 383 мм.
| Клімат поселення                              | Клімат поселення | Клімат поселення | Клімат поселення | Клімат поселення | Клімат поселення | Клімат поселення | Клімат поселення | Клімат поселення | Клімат поселення | Клімат поселення | Клімат поселення | Клімат поселення | Клімат поселення |
| Показник                                      | Січ.             | Лют.             | Бер.             | Квіт.            | Трав.            | Черв.            | Лип.             | Серп.            | Вер.             | Жовт.            | Лист.            | Груд.            |                  |
| Середній максимум, °C                         | −0,98            | 2,30             | 6,71             | 13,10            | 18,10            | 22,56            | 24,48            | 24,30            | 18,68            | 13,11            | 5,04             | −0,03            |                  |
| Середня температура, °C                       | −8,06            | −4,79            | −0,38            | 6,01             | 11,01            | 15,49            | 18,52            | 18,33            | 12,70            | 7,15             | −0,93            | −6,01            |                  |
| Середній мінімум, °C                          | −15,15           | −11,87           | −7,46            | −1,07            | 3,93             | 8,42             | 12,55            | 12,37            | 6,74             | 1,17             | −6,89            | −11,96           |                  |
| Норма опадів, мм                              | 14               | 11               | 19               | 27               | 63               | 85               | 38               | 44               | 38               | 18               | 13               | 13               |                  |
| Середньомісячна швидкість вітру, м/с          | 5.10             | 4.80             | 5.00             | 5.00             | 4.80             | 4.40             | 3.90             | 3.80             | 4.12             | 4.90             | 5.12             | 5.24             |                  |
| Середньомісячна сонячна радіація, кДж/м²·день | 4604             | 8107             | 13209            | 17231            | 20936            | 22207            | 23809            | 20355            | 14645            | 9065             | 5006             | 3762             |                  |
| --------------------------------------------- | ---------------- | ---------------- | ---------------- | ---------------- | ---------------- | ---------------- | ---------------- | ---------------- | ---------------- | ---------------- | ---------------- | ---------------- | ---------------- |
| Джерело:                                      |                  |                  |                  |                  |                  |                  |                  |                  |                  |                  |                  |                  |                  |

## Галерея

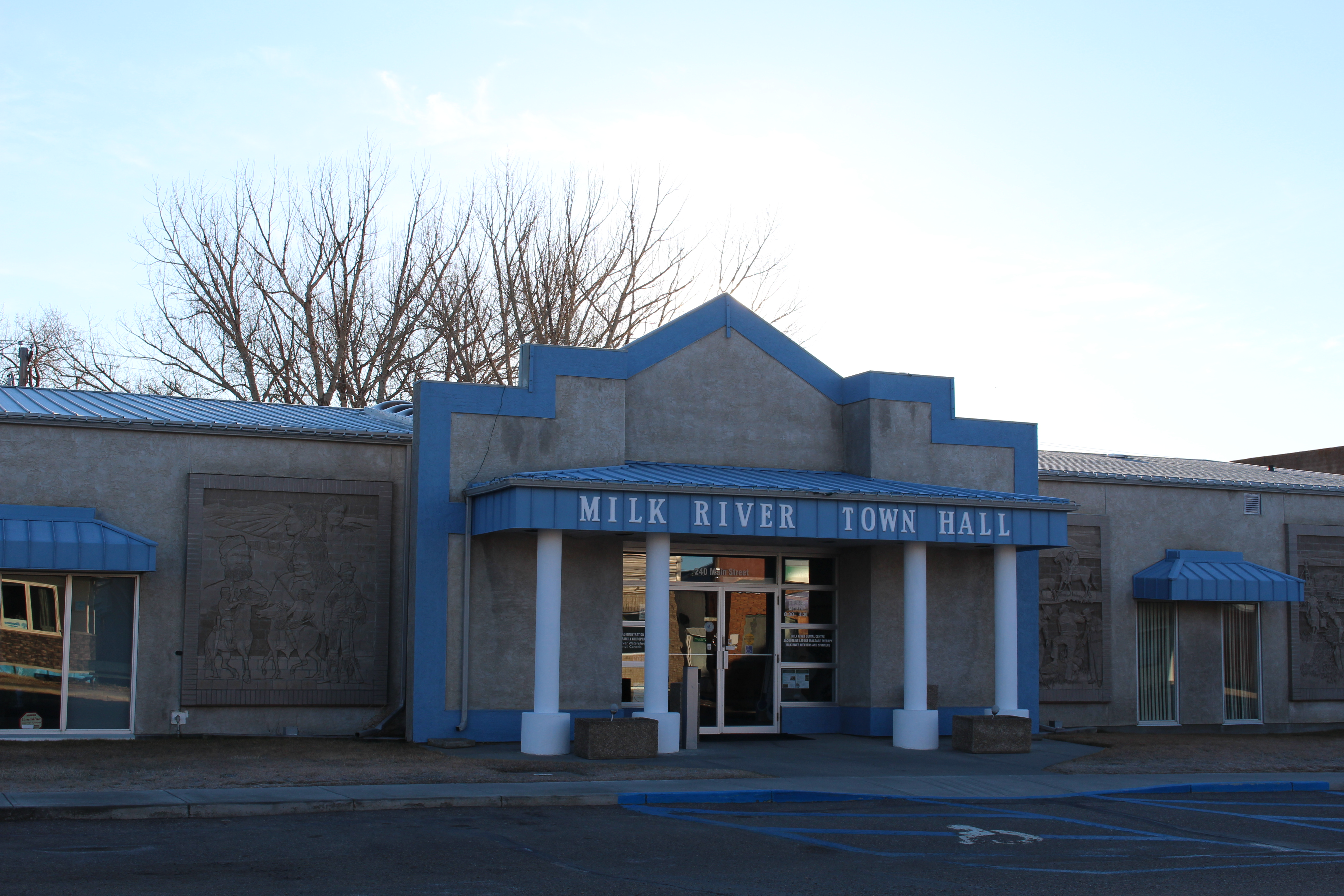
Адміністративна будівля
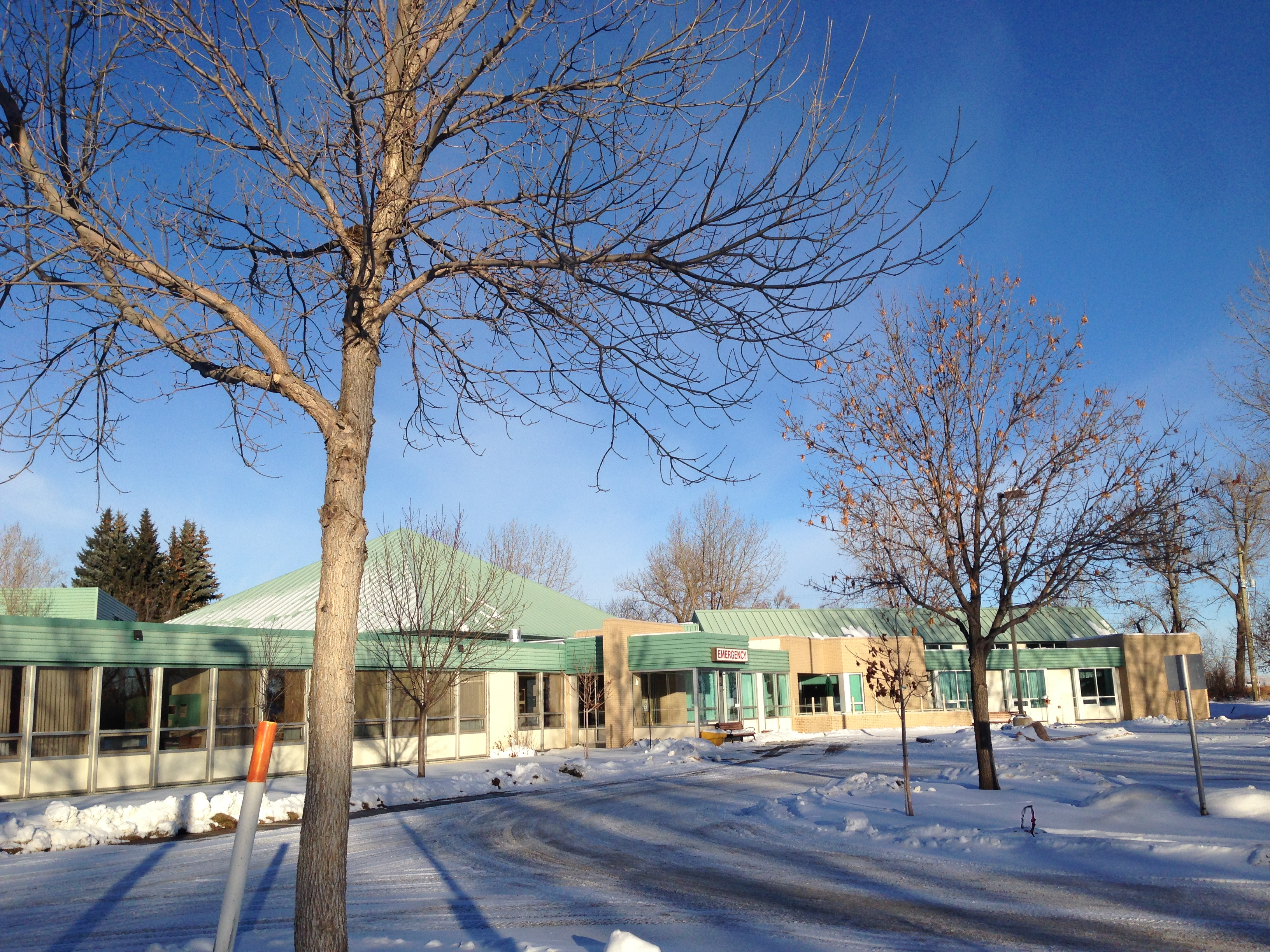
Центр здоров'я
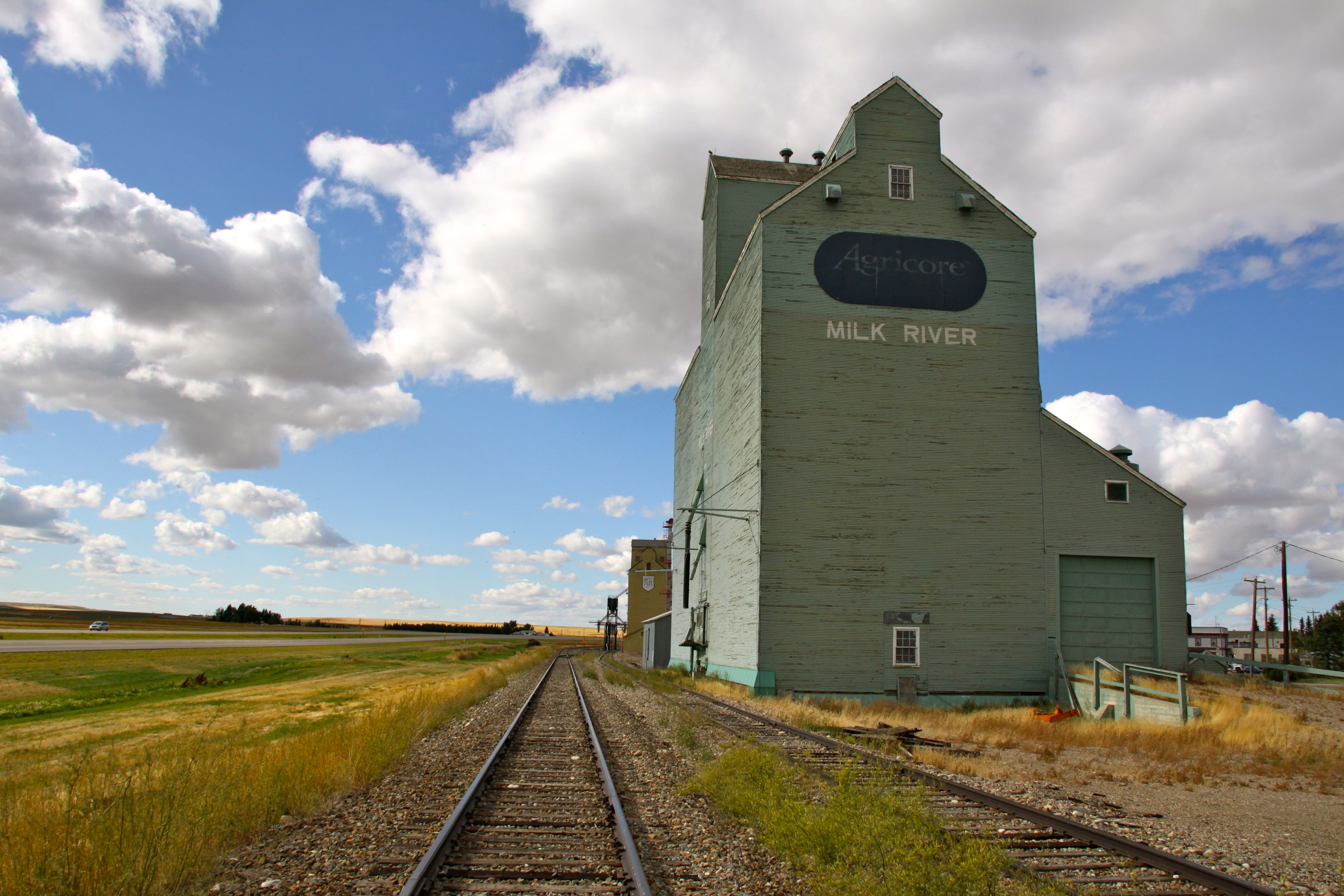
Елеватор